# 各務原市立鵜沼第一小学校
各務原市立鵜沼第一小学校（かかみがはらしりつ うぬまだいいちしょうがっこう）は、岐阜県各務原市鵜沼西町四丁目にある公立小学校。

## 概要
- 各務原市鵜沼地区の小学校の一つである。
- 通学区域（自治会名による）は、羽場町1丁目、羽場町2丁目（鵜沼羽場町2丁目1番地～145番地を除く）、羽場町3丁目、羽場町4丁目、羽場町5丁目、羽場町6丁目、羽場町7・8丁目、西町西、西町中、西町東（大安寺町1丁目・2丁目を除く）、西町南、東町第1、東町第3、山崎第1（1班・2班）、南町3丁目、南町4丁目、南町5丁目、南町6丁目北、南町6丁目南、南町7丁目、南町1丁目、南町2丁目、古市場第1、古市場川東、インプレス、古市場第3、小伊木、丸子町西、丸子町東、コンフォートであり[1]、公立中学校の場合の進学先は各務原市立鵜沼中学校である[2]。

## 沿革
- 1873年（明治6年） - 各務郡鵜沼村（現在の鵜沼西町）に新々義校が開設される。民家を仮校舎とする。
- 1875年（明治8年） - 人数増のため、現在の鵜沼古市場町に南校を設置。
- 1880年（明治13年） - 新々義校は鵜沼学校に改称する。
- 1886年（明治19年） - 鵜沼学校が鵜沼北尋常小学校、南校が鵜沼南尋常小学校に改称する。
- 1894年（明治27年） - 鵜沼北尋常小学校と鵜沼南尋常小学校を統合し、鵜沼尋常小学校となる。統合校舎が完成する。
- 1896年（明治29年） - 高等科を設置し、鵜沼尋常高等小学校に改称する。
- 1908年（明治41年） - 鵜沼尋常高等小学校と三ツ池尋常小学校が合併。三ツ池尋常小学校は三ツ池分教場となる。
- 1925年（大正14年） - 三ツ池分教場が移転し、各務原分校に改称する。
- 1941年（昭和16年） - 鵜沼村立鵜沼国民学校に改称する。
- 1943年（昭和18年） - 鵜沼村が町制施行し、鵜沼町となる。それにともない、鵜沼町立鵜沼国民学校に改称する。
- 1947年（昭和22年） - 鵜沼町立鵜沼小学校に改称する。
- 1949年（昭和24年） - 各務原分校が鵜沼小学校より分離独立し、鵜沼町立鵜沼第二小学校となる。
- 1963年（昭和38年） - 稲葉郡那加町、蘇原町、鵜沼町、稲羽町が合併し、各務原市になる。それに伴い、各務原市立鵜沼第一小学校に改称する
- 1972年（昭和47年） - 第1期改築工事で普通教室15教室完成（東校舎東端）。
- 1973年（昭和48年） - 第2期改築工事で普通教室14教室完成（東校舎）。
- 1974年（昭和49年） - 第3期改築工事で管理棟（職員室、特別教室、宿直室等）完成（西校舎）。
- 1974年（昭和49年） - 各務原市立鵜沼第三小学校を分離する。 創立100周年記念（式典、航空写真）。資料館完成。

## 著名な卒業生
- 佐野直史 - ブラジルの元プロサッカー選手、株式会社ファッズ代表取締役社長
- 鈴木淳之介 - 日本のプロサッカー選手、湘南ベルマーレ所属